# Quinchao (Gemeinde)
Quinchao ist eine Kommune im Süden Chiles. Sie liegt auf der gleichnamigen Insel in der Provinz Chiloé in der Region de los Lagos. Sie hat 8088 Einwohner und liegt ca. 125 Kilometer südwestlich von Puerto Montt, der Hauptstadt der Region und 30 Kilometer östlich von Castro, der Hauptstadt der Insel Chiloé.

## Geschichte
Ursprünglich war das Gebiet von Quinchao von chilotischen Ureinwohnern bewohnt, unter anderem den Chono und anderen Teilgruppen der Mapuche, ehe dort die spanische Kolonialisten siedelten. Ab dem 17. Jahrhundert siedelten dort auch Jesuitenmönche, die am Bau der Kirchen beteiligt waren. 1891 wurde das Gebiet unter Präsident Jorge Montt Teil der Gemeinde Achao. In den folgenden Jahrzehnten wurde die Gliederung des Süden Chiles, insbesondere auch der Insel Chiloé, regelmäßig verändert. Insofern war auch die Insel Quinchao Teil verschiedener Gemeinden. 1979, während der Militärdiktatur, wurde die Gemeinde in der heutigen Form gegründet.

## Demografie und Geografie
Laut der Volkszählung aus dem Jahr 2017 leben in Quinchao 8088 Einwohner, davon sind 3941 männlich und 4147 weiblich. 39,7 % leben in urbanem Gebiet, der Rest in ländlichem Gebiet. Der Hauptsitz der Kommune ist im Dorf Achao. Die Kommune umfasst den Südteil der Insel Quinchao sowie neun weitere, kleinere Inseln: Alao, Apiao, Caguach, Chaulinec, Linlín, Llingua, Meulín, Quenac und Teuquelín. Dort gibt es neben Achao auch eine Vielzahl weiterer Dörfer, die die Kommune umfasst. Im Norden grenzt Quinchao an die Kommune Curaco de Vélez. Die Inseln befinden sich im Golf von Corcovado, der Teil des Pazifischen Ozeans ist. Die Natur ist dort dementsprechend auch von Stränden und Buchten geprägt, außerdem gibt es viele landwirtschaftliche Bereiche.

## Wirtschaft und Politik
In Quinchao gibt es 67 angemeldete Unternehmen. Wichtigste Wirtschaftsquellen sind der Tourismus und die Land- und Viehwirtschaft sowie die Fischerei, insbesondere die Lachszucht. Der aktuelle Bürgermeister von Quinchao ist der unabhängige Washington Ulloa Villarroel, der auf Vorschlag der Renovación Nacional gewählt wurde. Auf nationaler Ebene liegt Quinchao im 58. Wahlkreis, unter anderem zusammen mit Castro, Ancud, Hualaihué und Futaleufú.

## Kultur und Tourismus
Herausstechendes touristisches Ziel der Kommune sind drei Kirchen, die Teil des UNESCO-Weltkulturerbes der Holzkirchen von Chiloé sind. Dabei handelt es sich um die Kirche von Achao, des Hauptortes der Kommune, die Kirche von Quinchao sowie die Kirche von Caguach auf der gleichnamigen Insel. Außerhalb der Kirchen ist die Kommune dafür bekannt, dass man dort die traditionelle chilotische Kultur, besonders auch auf den kleinen Inseln, besuchen und kennen lernen kann.

## Fotogalerie

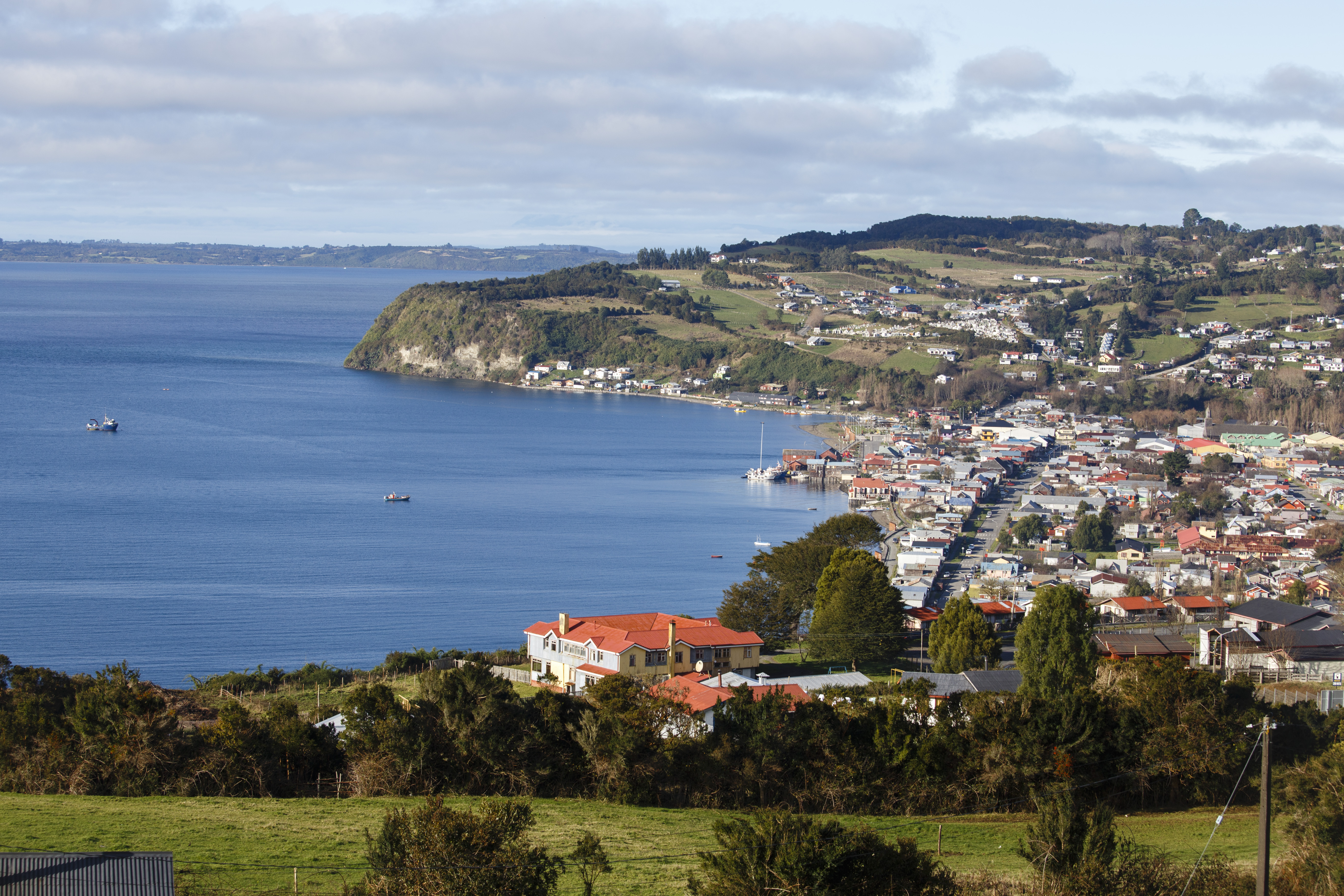
Blick auf Achao
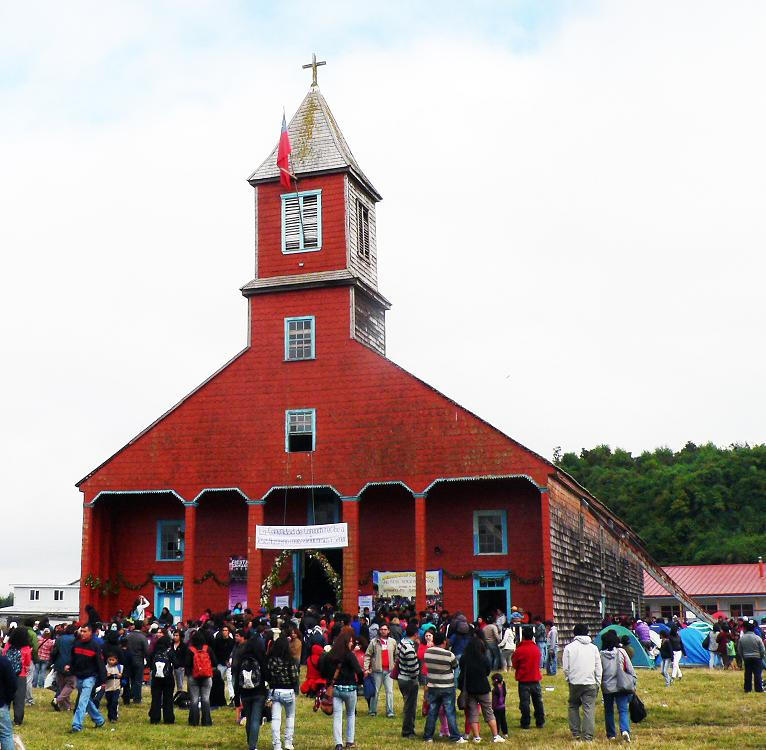
Die Kirche von Caguach
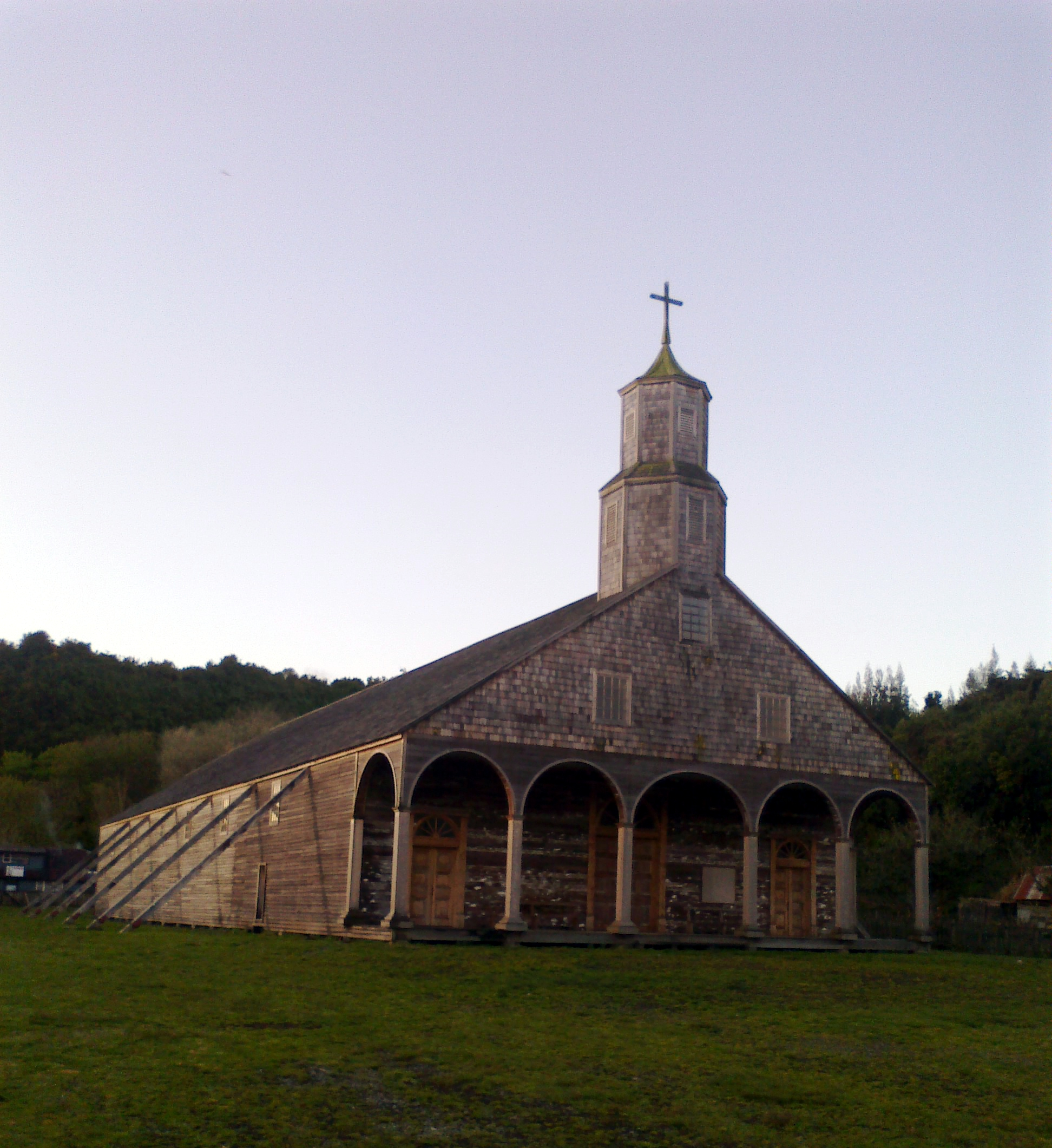
Die Kirche von Quinchao
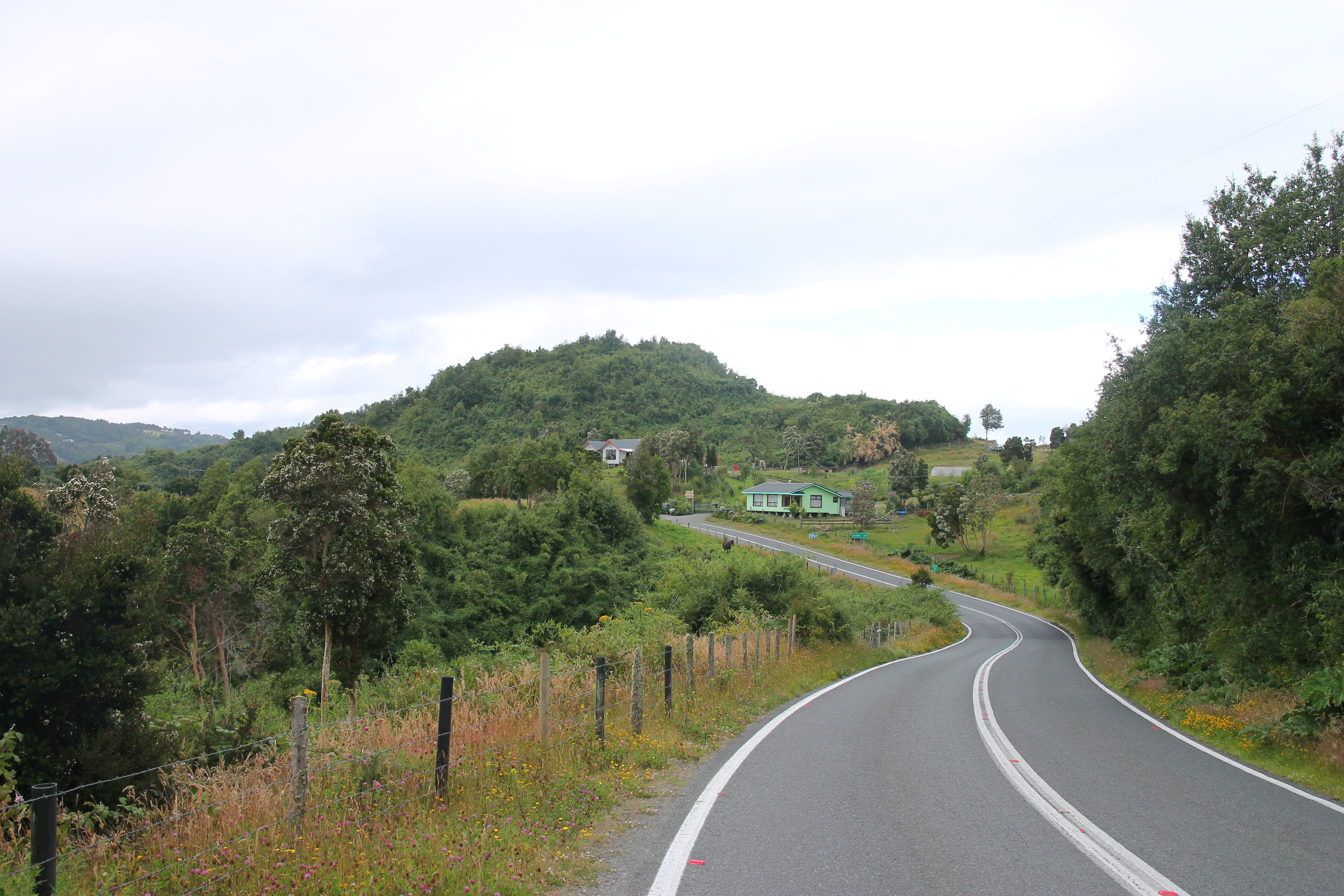
Hügellandschaft der Insel Quinchao
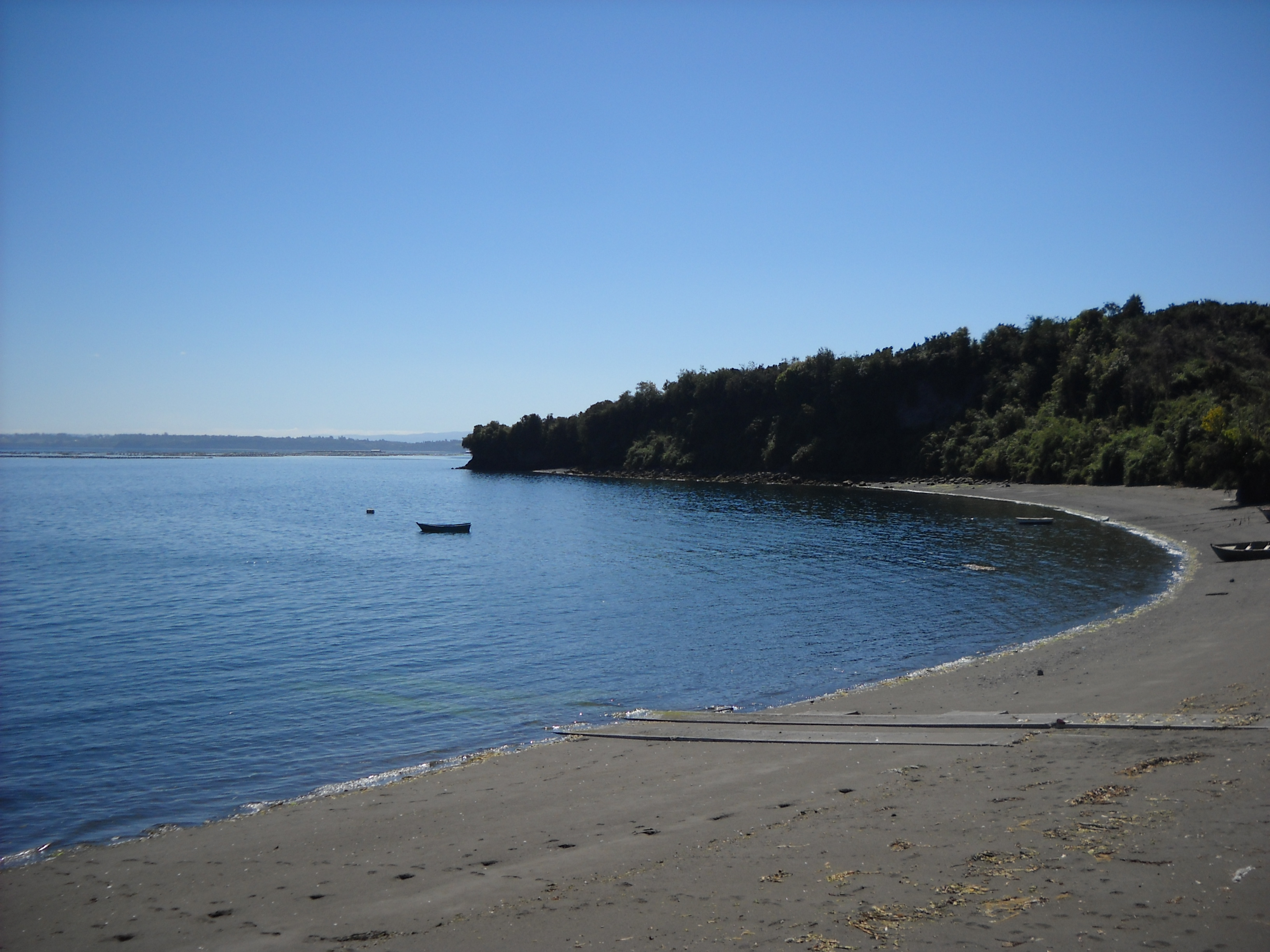
Der Strand von Chequian